# 环己硫醇
环己硫醇是一种有机化合物，化学式为C6H11SH，它是具有强烈气味的无色液体。

## 制备
环己硫醇最初由环己烷和二硫化碳的反应制得。它在工业上由环己酮在硫化氢的存在下（金属硫化物作为催化剂）氢化得到：
C6H10O  +  H2S  +  H2   →   C6H11SH  +  H2O
它也可有环己烯和硫化氢在硫化镍的存在下经加成反应制得。